# Raid su Dieppe
Il raid su Dieppe (nome in codice Operation Jubilee) fu un'operazione militare svolta dagli Alleati il 19 agosto 1942.
L'operazione prevedeva lo sbarco di un contingente alleato sulle spiagge adiacenti alla cittadina di Dieppe (situata nel Nord della Francia, ad un centinaio di km, verso est, dalle spiagge dello sbarco in Normandia del 6 giugno 1944). Due furono le motivazioni per lo sbarco: primo, alleggerire il fronte russo, poiché si temeva che l'Armata Rossa fosse sul punto di rottura; secondo, ricavare nozioni preziose sulle operazioni anfibie e sul Vallo Atlantico, informazioni poi usate nelle successive operazioni anfibie per l'invasione dell'Europa.

## Il piano
L'operazione fu inizialmente chiamata Rutter e successivamente fu rinominata Jubilee ed ebbe inizio il 13 maggio 1942 con lo scopo di distruggere varie installazioni militari presenti nel porto e le batterie costiere presenti vicino al porto. In tutto doveva durare 48 ore.
L'operazione fu affidata al comando del generale Montgomery; il piano originale prevedeva lo sbarco di una forza d'assalto di 6100 soldati composta di due brigate di fanteria canadese (5000 soldati che non avevano mai partecipato ad azioni belliche ma solo ad addestramenti), unità di paracadutisti e un battaglione canadese di carri armati Mk IV Churchill (30 in tutto); lo sbarco fu fissato per il 4 luglio del 1942.
Agli elementi delle due brigate canadesi e al battaglione di carri armati Churchill fu dato il compito di sbarcare sulle spiagge e di sferrare l'attacco principale al porto; alle unità di paracadutisti fu affidato il compito di neutralizzare i cannoni delle due batterie costiere che sormontavano il porto di Dieppe. Successivamente, per maltempo, i lanci dei paracadutisti furono abbandonati a favore di un'incursione anfibia di gruppi di commando (1000 uomini, divisi tra forze speciali inglesi, gruppi di ranger statunitensi e forze francesi indipendenti) e a loro fu affidato il compito in precedenza dei paracadutisti.
Il piano prevedeva una forza d'appoggio composta di bombardieri pesanti, caccia e navi di vario tonnellaggio per il cannoneggiamento navale (che insieme ai mezzi per il trasporto della forza d'assalto sommava 252 unità); la forza di supporto fu cambiata, fu deciso di annullare l'azione preliminare dei bombardieri pesanti (per evitare inimicizie con la popolazione di quella zona); inoltre, le navi di scorta non superavano le dimensioni del cacciatorpediniere ed erano in numero limitato (la Royal Navy fornì solo 8 cacciatorpediniere e qualche nave minore per l'appoggio di fuoco, in conformità a una direttiva dell'ammiragliato, datata 1940, che non permetteva l'uso di navi di tonnellaggio superiore al cacciatorpediniere nelle aree ristrette).

## L'attacco
Montgomery fece svolgere due esercitazioni generali e fissò la data, come già detto, il 4 luglio; in quei giorni, però, le condizioni della Manica erano pessime e l'operazione fu rimandata di un mese. Nel frattempo, come Montgomery temeva, l'Asse intuì la preparazione di un'operazione anfibia (gli aerei da ricognizione notarono i movimenti di mezzi da sbarco verso i porti del sud dell'Inghilterra) e quindi rafforzò le difese in tutta la Normandia e nel periodo tra il 10 e il 19 agosto la guarnigione a difesa della cittadina di Dieppe fu messa in massima allerta e, quindi, l'effetto sorpresa, essenziale per la riuscita dell'operazione, svanì.
Tra luglio e agosto venne cambiato il capo in comando dell'operazione: Montgomery (che venne trasferito in Africa) fu sostituito dall'ammiraglio Lord Louis Mountbatten (conoscitore delle tecniche di sbarco anfibio).
La notte del 19 agosto i dragamine inglesi aprirono un varco ne la Manica; il convoglio non ebbe problemi, fatta esclusione per il secondo gruppo di commando che, nell'avvicinamento alla costa, incontrò un convoglio tedesco in navigazione vicino alla costa: il combattimento uccise tutti i commando, tranne 20 soldati che proseguirono verso l'obiettivo. Il compito affidato ai commando fu svolto in parte; il primo gruppo rese inefficaci i cannoni della prima batteria costiera ed il secondo riuscì a distrarre gli artiglieri tedeschi, che non ingaggiarono combattimenti con il convoglio.
La copertura aerea fu limitata; i caccia inglesi, infatti, avevano meno autonomia di carburante rispetto ai caccia tedeschi decollati dai campi della Normandia e quindi potevano permanere in zona solo un tempo limitato, mentre i tedeschi potevano assicurare una copertura molto più efficace.
La forza d'attacco principale incontrò la difesa nemica integra, perché non ci furono bombardamenti pesanti preliminari e il cannoneggiamento navale era insufficiente; la fanteria canadese fu decimata dalle postazioni di mitragliatrici tedesche, i carri armati Mk IV Churchill ebbero gran difficoltà ad arrivare sulla spiaggia, una parte affondò in mare (erano stati modificati in modo che l'acqua non arrivasse al motore e che il carro armato galleggiasse, ma le ondate impiegarono poco tempo a distruggere le modifiche e a far affondare i carri armati). I rimanenti corazzati si muovevano con difficoltà sui ciottoli che ricoprivano la spiaggia e furono facile bersaglio per le armi anticarro tedesche oppure non riuscirono a scavalcare il muro frangiflutti a fine spiaggia. Tra questi vi erano anche tre Churchill lanciafiamme, la versione denominata Oke dal suo creatore, il maggiore J.M. Oke; chiamati "Boar", "Beetle" e "Bull", arrivarono a riva con la prima ondata, ma per problemi meccanici vennero abbandonati. Questi carri erano i primi esperimenti di Percy Hobart e i risultati furono comunque utili ad elaborare i futuri mezzi che sarebbero stati utilizzati durante lo sbarco in Normandia.
Alcuni membri della fanteria riuscirono a addentrarsi nella città, ma senza risultati.
Il fatto eclatante fu che il generale, che comunicava al comando l'andamento dell'operazione da un cacciatorpediniere, non ebbe chiara la situazione che si delineava sulla spiaggia per inadempienze e lentezza nel servizio di comunicazione (le informazioni che giungevano erano poche e pervenivano in ritardo a causa di un apparato disorganizzato).
Dopo nove ore di combattimenti fu decisa la ritirata, ma tale informazione giunse in ritardo per i motivi appena indicati.
L'operazione non portò a nessuno spostamento di forze tedesche dal fronte russo alla Normandia e provocò, invece, un rafforzamento delle fortificazioni. La lezione subita, tuttavia, fu un'ottima fonte d'informazioni per le future operazioni anfibie in Europa.
Studi recenti (2012 circa) sembrerebbero indicare che le reali intenzioni del raid fossero quelle di penetrare nelle strutture di comando tedesche presenti a Dieppe per impossessarsi di codici cifrati e macchinari Enigma che si riteneva fossero presenti in loco. In sostanza, il grosso dell'attacco sarebbe stata un'operazione di copertura a una più piccola e mirata operazione di spionaggio. Tale chiave di lettura restituirebbe all'intera operazione un senso tattico e strategico che per decenni si è faticato a trovare.

## Schieramenti

### Alleati

#### Forze di terra
Il comandante delle forze di sbarco era il maggior generale John Hamilton Roberts, comandante della II Divisione di fanteria canadese.
- II Divisione di fanteria canadese
  - IV Brigata di fanteria canadese
    - Reggimento scozzese Essex
    - Reale fanteria leggera Hamilton
    - Reggimento reale del Canada

  - V Brigata di fanteria canadese
    - Tre plotoni dei Black Watch del Canada
    - Plotone mortai dei Calgary Highlanders 1

  - VI Brigata di fanteria canadese
    - Fucilieri di Mont-Royal 2
    - The Queen's Own Cameron Highlanders of Canada
    - Reggimento South Saskatchewan

  - XIV Reggimento corazzato (The Calgary Regiment)
  - Distaccamento, III Reggimento leggero antiaereo (RCA)
  - Distaccamento, IV Reggimento da campo (RCA)
  - Toronto Scottish Regiment (M.G.)
- Commando dell'esercito inglese No. 3
- Commando dell'esercito inglese No. 4
- Commando interalleati No. 10
- Royal Marine "A" Commando
- I Battaglione Ranger degli Stati Uniti

Note:
1. Non vennero sbarcati; servirono come cannoni anti-aerei su LVT (Landing Vehicle Tracked - Veicolo cingolato da sbarco); due sergenti che abbatterono un apparecchio tedesco guadagnarono una menzione nel bollettino.
2. Riserva mobile.

#### Forze navali
Le forze navali erano comandate dal capitano John Hughes-Hallett della Royal Navy.
- 8 cacciatorpediniere - HMS Albrighton, Berkeley, Bleasdale, Brocklesby, Calpe, Fernie, Garth, ORP Ślązak.
- 1 cannoniera - HMS Locust
- IX Flottiglia cacciamine
- XIII Flottiglia cacciamine
- 9 navi da sbarco
- 12 motocannoniere
- 4 cannoniere a vapore
- 20 motolance

### Tedeschi

#### Wehrmacht
A difesa della costa a Dieppe era la 302ª Divisione di fanteria sotto il comando del Generaloberst Konrad Haase. Questa divisione venne assegnata all'LXXXI Corpo d'armata tedesco, XVI armata, Heeresgruppe D.
- 302ª Divisione fanteria statica
  - 570º Reggimento fanteria
  - 571º Reggimento fanteria
  - 572º Reggimento fanteria
  - 302º Reggimento artiglieria
  - 302º Battaglione di ricognizione
  - 302º Battaglione anticarro
  - 302º Battaglione genio
- 216ª Batteria
- 813ª Batteria
- 2/770 Batteria costiera dell'esercito
- Gruppo contraerea pesante

Le seguenti formazioni tedesche erano disponibili come riserve, ma non presero parte alla battaglia:
- 676º Reggimento fanteria della 332ª Divisione fanteria statica
- 10ª Divisione panzer
- Brigata della 1. SS-Panzer-Division "Leibstandarte SS Adolf Hitler"